# Guillaume Sarkozy
Pour les articles homonymes, voir Sarkozy (homonymie), Nagy et Bocșa.
 (mars 2017).
Guillaume Sarközy de Nagy-Bocsa, dit Guillaume Sarkozy, né le 18 juin 1951 à Paris 17e, est un homme d'affaires français, qui travaille notamment dans le domaine de la gestion de la protection sociale. Il est le frère aîné de l'ancien président de la République Nicolas Sarkozy.

## Biographie

### Famille
Frère aîné de Nicolas Sarkozy, Guillaume Sarkozy est le fils de  Pál Sarkozy (1928-2023), publicitaire, artiste peintre, et d'Andrée Mallah (1925-2017), avocate.
Il a été marié à Sylvie Vever, avec qui il a eu trois enfants : Frédéric (1980), Clémentine (1983) et Capucine (1986). Il s'est remarié en mars 2004 avec Christine Mulot.

#### Généalogie
|                         |                         |                         |                         |                         |                         |              |              |                           |                           |                           |                           |                           |                           |                          |                          |                          |                          |                         |                         |                         |                         |                 |                 |                       |                       |                       |                       |                                |                                |                                |                                |                                |                                |                     |                     |                        |                        |                        |                        |                        |                        |                      |                      |                                |                                |                                |                                |                                |                                |                       |                       |                       |                       |                    |                    |                    |                    |  |  |                        |                        |                        |                        |                        |                        |                        |                        |                         |                         |                         |                         |                         |                         |                      |                      |                           |                           |                           |                           |                           |                           |                          |                          |                          |                          |                         |                         |                            |                            |                            |                            |                            |                            |                           |                           |                           |                           |                         |                         |                         |                         |  |  |                        |                        |                        |                        |                        |                        |  |  |                       |                       |                       |                       |                       |                       |
|                         |                         |                         |                         |                         |                         |              |              |                           |                           |                           |                           |                           |                           |                          |                          |                          |                          |                         |                         |                         |                         |                 |                 |                       |                       |                       |                       |                                |                                |                                |                                |                                |                                |                     |                     |                        |                        |                        |                        |                        |                        |                      |                      |                                |                                |                                |                                |                                |                                |                       |                       |                       |                       |                    |                    |                    |                    |  |  |                        |                        |                        |                        |                        |                        |                        |                        |                         |                         |                         |                         |                         |                         |                      |                      |                           |                           |                           |                           |                           |                           |                          |                          |                          |                          |                         |                         |                            |                            |                            |                            |                            |                            |                           |                           |                           |                           |                         |                         |                         |                         |  |  |                        |                        |                        |                        |                        |                        |  |  |                       |                       |                       |                       |                       |                       |
|                         |                         |                         |                         |                         |                         |              |              |                           |                           |                           |                           |                           |                           |                          |                          |                          |                          |                         |                         |                         |                         |                 |                 |                       |                       |                       |                       |                                |                                |                                |                                |                                |                                |                     |                     |                        |                        |                        |                        |                        |                        |                      |                      |                                |                                |                                |                                |                                |                                |                       |                       |                       |                       |                    |                    |                    |                    |  |  |                        |                        |                        |                        |                        |                        |                        |                        |                         |                         |                         |                         |                         |                         |                      |                      |                           |                           |                           |                           |                           |                           |                          |                          |                          |                          |                         |                         |                            |                            |                            |                            |                            |                            |                           |                           |                           |                           |                         |                         |                         |                         |  |  |                        |                        |                        |                        |                        |                        |  |  |                       |                       |                       |                       |                       |                       |
|                         |                         |                         |                         |                         |                         |              |              |                           |                           |                           |                           |                           |                           |                          |                          |                          |                          |                         |                         |                         |                         |                 |                 |                       |                       |                       |                       |                                |                                |                                |                                |                                |                                |                     |                     |                        |                        |                        |                        |                        |                        |                      |                      |                                |                                |                                |                                |                                |                                |                       |                       |                       |                       |                    |                    |                    |                    |  |  |                        |                        |                        |                        |                        |                        |                        |                        |                         |                         |                         |                         |                         |                         |                      |                      |                           |                           |                           |                           |                           |                           |                          |                          |                          |                          |                         |                         |                            |                            |                            |                            |                            |                            |                           |                           |                           |                           |                         |                         |                         |                         |  |  |                        |                        |                        |                        |                        |                        |  |  |                       |                       |                       |                       |                       |                       |
|                         |                         |                         |                         |                         |                         |              |              |                           |                           |                           |                           |                           |                           |                          |                          |                          |                          |                         |                         |                         |                         |                 |                 |                       |                       |                       |                       |                                |                                |                                |                                |                                |                                |                     |                     |                        |                        |                        |                        |                        |                        |                      |                      |                                |                                |                                |                                |                                |                                |                       |                       |                       |                       |                    |                    |                    |                    |  |  |                        |                        |                        |                        |                        |                        |                        |                        |                         |                         |                         |                         |                         |                         |                      |                      | Andrée Mallah (1925-2017) | Andrée Mallah (1925-2017) | Andrée Mallah (1925-2017) | Andrée Mallah (1925-2017) | Andrée Mallah (1925-2017) | Andrée Mallah (1925-2017) |                          |                          | Pál Sárközy (1928-2023)  | Pál Sárközy (1928-2023)  | Pál Sárközy (1928-2023) | Pál Sárközy (1928-2023) | Pál Sárközy (1928-2023)    | Pál Sárközy (1928-2023)    |                            |                            | Christine de Ganay (1944)  | Christine de Ganay (1944)  | Christine de Ganay (1944) | Christine de Ganay (1944) | Christine de Ganay (1944) | Christine de Ganay (1944) |                         |                         |                         |                         |  |  |                        |                        |                        |                        |                        |                        |  |  |                       |                       |                       |                       |                       |                       |
|                         |                         |                         |                         |                         |                         |              |              |                           |                           |                           |                           |                           |                           |                          |                          |                          |                          |                         |                         |                         |                         |                 |                 |                       |                       |                       |                       |                                |                                |                                |                                |                                |                                |                     |                     |                        |                        |                        |                        |                        |                        |                      |                      |                                |                                |                                |                                |                                |                                |                       |                       |                       |                       |                    |                    |                    |                    |  |  |                        |                        |                        |                        |                        |                        |                        |                        |                         |                         |                         |                         |                         |                         |                      |                      | Andrée Mallah (1925-2017) | Andrée Mallah (1925-2017) | Andrée Mallah (1925-2017) | Andrée Mallah (1925-2017) | Andrée Mallah (1925-2017) | Andrée Mallah (1925-2017) |                          |                          | Pál Sárközy (1928-2023)  | Pál Sárközy (1928-2023)  | Pál Sárközy (1928-2023) | Pál Sárközy (1928-2023) | Pál Sárközy (1928-2023)    | Pál Sárközy (1928-2023)    |                            |                            | Christine de Ganay (1944)  | Christine de Ganay (1944)  | Christine de Ganay (1944) | Christine de Ganay (1944) | Christine de Ganay (1944) | Christine de Ganay (1944) |                         |                         |                         |                         |  |  |                        |                        |                        |                        |                        |                        |  |  |                       |                       |                       |                       |                       |                       |
|                         |                         |                         |                         |                         |                         |              |              |                           |                           |                           |                           |                           |                           |                          |                          |                          |                          |                         |                         |                         |                         |                 |                 |                       |                       |                       |                       |                                |                                |                                |                                |                                |                                |                     |                     |                        |                        |                        |                        |                        |                        |                      |                      |                                |                                |                                |                                |                                |                                |                       |                       |                       |                       |                    |                    |                    |                    |  |  |                        |                        |                        |                        |                        |                        |                        |                        |                         |                         |                         |                         |                         |                         |                      |                      |                           |                           |                           |                           |                           |                           |                          |                          |                          |                          |                         |                         |                            |                            |                            |                            |                            |                            |                           |                           |                           |                           |                         |                         |                         |                         |  |  |                        |                        |                        |                        |                        |                        |  |  |                       |                       |                       |                       |                       |                       |
|                         |                         |                         |                         |                         |                         |              |              |                           |                           |                           |                           |                           |                           |                          |                          |                          |                          |                         |                         |                         |                         |                 |                 |                       |                       |                       |                       |                                |                                |                                |                                |                                |                                |                     |                     |                        |                        |                        |                        |                        |                        |                      |                      |                                |                                |                                |                                |                                |                                |                       |                       |                       |                       |                    |                    |                    |                    |  |  |                        |                        |                        |                        |                        |                        |                        |                        |                         |                         |                         |                         |                         |                         |                      |                      |                           |                           |                           |                           |                           |                           |                          |                          |                          |                          |                         |                         |                            |                            |                            |                            |                            |                            |                           |                           |                           |                           |                         |                         |                         |                         |  |  |                        |                        |                        |                        |                        |                        |  |  |                       |                       |                       |                       |                       |                       |
|                         |                         |                         |                         |                         |                         |              |              |                           |                           |                           |                           |                           |                           |                          |                          |                          |                          |                         |                         |                         |                         |                 |                 |                       |                       |                       |                       |                                |                                |                                |                                |                                |                                |                     |                     |                        |                        |                        |                        |                        |                        |                      |                      |                                |                                |                                |                                |                                |                                |                       |                       |                       |                       |                    |                    |                    |                    |  |  |                        |                        |                        |                        |                        |                        |                        |                        |                         |                         |                         |                         |                         |                         |                      |                      |                           |                           |                           |                           |                           |                           |                          |                          |                          |                          |                         |                         |                            |                            |                            |                            |                            |                            |                           |                           |                           |                           |                         |                         |                         |                         |  |  |                        |                        |                        |                        |                        |                        |  |  |                       |                       |                       |                       |                       |                       |
|                         |                         |                         |                         |                         |                         |              |              |                           |                           |                           |                           |                           |                           |                          |                          |                          |                          |                         |                         |                         |                         |                 |                 |                       |                       |                       |                       |                                |                                |                                |                                |                                |                                |                     |                     |                        |                        |                        |                        |                        |                        |                      |                      |                                |                                |                                |                                |                                |                                |                       |                       |                       |                       |                    |                    |                    |                    |  |  |                        |                        |                        |                        |                        |                        |                        |                        |                         |                         |                         |                         |                         |                         |                      |                      |                           |                           |                           |                           |                           |                           |                          |                          |                          |                          |                         |                         |                            |                            |                            |                            |                            |                            |                           |                           |                           |                           |                         |                         |                         |                         |  |  |                        |                        |                        |                        |                        |                        |  |  |                       |                       |                       |                       |                       |                       |
|                         |                         |                         |                         | Sylvie Vever            | Sylvie Vever            | Sylvie Vever | Sylvie Vever | Sylvie Vever              | Sylvie Vever              |                           |                           | Guillaume Sarkozy (1951)  | Guillaume Sarkozy (1951)  | Guillaume Sarkozy (1951) | Guillaume Sarkozy (1951) | Guillaume Sarkozy (1951) | Guillaume Sarkozy (1951) |                         |                         | Christine Mulot         | Christine Mulot         | Christine Mulot | Christine Mulot | Christine Mulot       | Christine Mulot       |                       |                       | Marie-Dominique Culioli (1955) | Marie-Dominique Culioli (1955) | Marie-Dominique Culioli (1955) | Marie-Dominique Culioli (1955) | Marie-Dominique Culioli (1955) | Marie-Dominique Culioli (1955) |                     |                     | Nicolas Sarkozy (1955) | Nicolas Sarkozy (1955) | Nicolas Sarkozy (1955) | Nicolas Sarkozy (1955) | Nicolas Sarkozy (1955) | Nicolas Sarkozy (1955) |                      |                      | Cécilia Ciganer-Albéniz (1957) | Cécilia Ciganer-Albéniz (1957) | Cécilia Ciganer-Albéniz (1957) | Cécilia Ciganer-Albéniz (1957) | Cécilia Ciganer-Albéniz (1957) | Cécilia Ciganer-Albéniz (1957) |                       |                       | Carla Bruni (1967)    | Carla Bruni (1967)    | Carla Bruni (1967) | Carla Bruni (1967) | Carla Bruni (1967) | Carla Bruni (1967) |  |  | Valérie Lafarge (1961) | Valérie Lafarge (1961) | Valérie Lafarge (1961) | Valérie Lafarge (1961) | Valérie Lafarge (1961) | Valérie Lafarge (1961) |                        |                        | François Sarkozy (1959) | François Sarkozy (1959) | François Sarkozy (1959) | François Sarkozy (1959) | François Sarkozy (1959) | François Sarkozy (1959) |                      |                      | Sophie Garaudet           | Sophie Garaudet           | Sophie Garaudet           | Sophie Garaudet           | Sophie Garaudet           | Sophie Garaudet           |                          |                          |                          |                          |                         |                         | François Fournier (1950)   | François Fournier (1950)   | François Fournier (1950)   | François Fournier (1950)   | François Fournier (1950)   | François Fournier (1950)   |                           |                           | Caroline Sarkozy (1967)   | Caroline Sarkozy (1967)   | Caroline Sarkozy (1967) | Caroline Sarkozy (1967) | Caroline Sarkozy (1967) | Caroline Sarkozy (1967) |  |  | Olivier Sarkozy (1969) | Olivier Sarkozy (1969) | Olivier Sarkozy (1969) | Olivier Sarkozy (1969) | Olivier Sarkozy (1969) | Olivier Sarkozy (1969) |  |  | Charlotte Bernard     | Charlotte Bernard     | Charlotte Bernard     | Charlotte Bernard     | Charlotte Bernard     | Charlotte Bernard     |
|                         |                         |                         |                         | Sylvie Vever            | Sylvie Vever            | Sylvie Vever | Sylvie Vever | Sylvie Vever              | Sylvie Vever              |                           |                           | Guillaume Sarkozy (1951)  | Guillaume Sarkozy (1951)  | Guillaume Sarkozy (1951) | Guillaume Sarkozy (1951) | Guillaume Sarkozy (1951) | Guillaume Sarkozy (1951) |                         |                         | Christine Mulot         | Christine Mulot         | Christine Mulot | Christine Mulot | Christine Mulot       | Christine Mulot       |                       |                       | Marie-Dominique Culioli (1955) | Marie-Dominique Culioli (1955) | Marie-Dominique Culioli (1955) | Marie-Dominique Culioli (1955) | Marie-Dominique Culioli (1955) | Marie-Dominique Culioli (1955) |                     |                     | Nicolas Sarkozy (1955) | Nicolas Sarkozy (1955) | Nicolas Sarkozy (1955) | Nicolas Sarkozy (1955) | Nicolas Sarkozy (1955) | Nicolas Sarkozy (1955) |                      |                      | Cécilia Ciganer-Albéniz (1957) | Cécilia Ciganer-Albéniz (1957) | Cécilia Ciganer-Albéniz (1957) | Cécilia Ciganer-Albéniz (1957) | Cécilia Ciganer-Albéniz (1957) | Cécilia Ciganer-Albéniz (1957) |                       |                       | Carla Bruni (1967)    | Carla Bruni (1967)    | Carla Bruni (1967) | Carla Bruni (1967) | Carla Bruni (1967) | Carla Bruni (1967) |  |  | Valérie Lafarge (1961) | Valérie Lafarge (1961) | Valérie Lafarge (1961) | Valérie Lafarge (1961) | Valérie Lafarge (1961) | Valérie Lafarge (1961) |                        |                        | François Sarkozy (1959) | François Sarkozy (1959) | François Sarkozy (1959) | François Sarkozy (1959) | François Sarkozy (1959) | François Sarkozy (1959) |                      |                      | Sophie Garaudet           | Sophie Garaudet           | Sophie Garaudet           | Sophie Garaudet           | Sophie Garaudet           | Sophie Garaudet           |                          |                          |                          |                          |                         |                         | François Fournier (1950)   | François Fournier (1950)   | François Fournier (1950)   | François Fournier (1950)   | François Fournier (1950)   | François Fournier (1950)   |                           |                           | Caroline Sarkozy (1967)   | Caroline Sarkozy (1967)   | Caroline Sarkozy (1967) | Caroline Sarkozy (1967) | Caroline Sarkozy (1967) | Caroline Sarkozy (1967) |  |  | Olivier Sarkozy (1969) | Olivier Sarkozy (1969) | Olivier Sarkozy (1969) | Olivier Sarkozy (1969) | Olivier Sarkozy (1969) | Olivier Sarkozy (1969) |  |  | Charlotte Bernard     | Charlotte Bernard     | Charlotte Bernard     | Charlotte Bernard     | Charlotte Bernard     | Charlotte Bernard     |
|                         |                         |                         |                         |                         |                         |              |              |                           |                           |                           |                           |                           |                           |                          |                          |                          |                          |                         |                         |                         |                         |                 |                 |                       |                       |                       |                       |                                |                                |                                |                                |                                |                                |                     |                     |                        |                        |                        |                        |                        |                        |                      |                      |                                |                                |                                |                                |                                |                                |                       |                       |                       |                       |                    |                    |                    |                    |  |  |                        |                        |                        |                        |                        |                        |                        |                        |                         |                         |                         |                         |                         |                         |                      |                      |                           |                           |                           |                           |                           |                           |                          |                          |                          |                          |                         |                         |                            |                            |                            |                            |                            |                            |                           |                           |                           |                           |                         |                         |                         |                         |  |  |                        |                        |                        |                        |                        |                        |  |  |                       |                       |                       |                       |                       |                       |
|                         |                         |                         |                         |                         |                         |              |              |                           |                           |                           |                           |                           |                           |                          |                          |                          |                          |                         |                         |                         |                         |                 |                 |                       |                       |                       |                       |                                |                                |                                |                                |                                |                                |                     |                     |                        |                        |                        |                        |                        |                        |                      |                      |                                |                                |                                |                                |                                |                                |                       |                       |                       |                       |                    |                    |                    |                    |  |  |                        |                        |                        |                        |                        |                        |                        |                        |                         |                         |                         |                         |                         |                         |                      |                      |                           |                           |                           |                           |                           |                           |                          |                          |                          |                          |                         |                         |                            |                            |                            |                            |                            |                            |                           |                           |                           |                           |                         |                         |                         |                         |  |  |                        |                        |                        |                        |                        |                        |  |  |                       |                       |                       |                       |                       |                       |
| Frédéric Sarkozy (1980) | Frédéric Sarkozy (1980) | Frédéric Sarkozy (1980) | Frédéric Sarkozy (1980) | Frédéric Sarkozy (1980) | Frédéric Sarkozy (1980) |              |              | Clémentine Sarkozy (1983) | Clémentine Sarkozy (1983) | Clémentine Sarkozy (1983) | Clémentine Sarkozy (1983) | Clémentine Sarkozy (1983) | Clémentine Sarkozy (1983) |                          |                          | Capucine Sarkozy (1986)  | Capucine Sarkozy (1986)  | Capucine Sarkozy (1986) | Capucine Sarkozy (1986) | Capucine Sarkozy (1986) | Capucine Sarkozy (1986) |                 |                 | Pierre Sarkozy (1985) | Pierre Sarkozy (1985) | Pierre Sarkozy (1985) | Pierre Sarkozy (1985) | Pierre Sarkozy (1985)          | Pierre Sarkozy (1985)          |                                |                                | Jean Sarkozy (1986)            | Jean Sarkozy (1986)            | Jean Sarkozy (1986) | Jean Sarkozy (1986) | Jean Sarkozy (1986)    | Jean Sarkozy (1986)    |                        |                        | Louis Sarkozy (1997)   | Louis Sarkozy (1997)   | Louis Sarkozy (1997) | Louis Sarkozy (1997) | Louis Sarkozy (1997)           | Louis Sarkozy (1997)           |                                |                                | Giulia Sarkozy (2011)          | Giulia Sarkozy (2011)          | Giulia Sarkozy (2011) | Giulia Sarkozy (2011) | Giulia Sarkozy (2011) | Giulia Sarkozy (2011) |                    |                    |                    |                    |  |  |                        |                        |                        |                        | Katinka Sarkozy (1991) | Katinka Sarkozy (1991) | Katinka Sarkozy (1991) | Katinka Sarkozy (1991) | Katinka Sarkozy (1991)  | Katinka Sarkozy (1991)  |                         |                         | Arpad Sarkozy (2002)    | Arpad Sarkozy (2002)    | Arpad Sarkozy (2002) | Arpad Sarkozy (2002) | Arpad Sarkozy (2002)      | Arpad Sarkozy (2002)      |                           |                           | Anastasia Sarkozy (2003)  | Anastasia Sarkozy (2003)  | Anastasia Sarkozy (2003) | Anastasia Sarkozy (2003) | Anastasia Sarkozy (2003) | Anastasia Sarkozy (2003) |                         |                         | Marguerite Fournier (2000) | Marguerite Fournier (2000) | Marguerite Fournier (2000) | Marguerite Fournier (2000) | Marguerite Fournier (2000) | Marguerite Fournier (2000) |                           |                           | Achille Fournier (2005)   | Achille Fournier (2005)   | Achille Fournier (2005) | Achille Fournier (2005) | Achille Fournier (2005) | Achille Fournier (2005) |  |  | Julien Sarkozy (1997)  | Julien Sarkozy (1997)  | Julien Sarkozy (1997)  | Julien Sarkozy (1997)  | Julien Sarkozy (1997)  | Julien Sarkozy (1997)  |  |  | Margot Sarkozy (2000) | Margot Sarkozy (2000) | Margot Sarkozy (2000) | Margot Sarkozy (2000) | Margot Sarkozy (2000) | Margot Sarkozy (2000) |

### Carrière

#### Parcours professionnel
(juin 2014).
- 1974-1976 : ministère de l'Intérieur - Chargé de mission à la direction de la sécurité civile
- 1977-1978 : IBM - Ingénieur commercial grands comptes
- 1979-2005 : Tissages de Picardie et de Rinet- Président-directeur général-PDG.
- 1979 au début des années 2000 : La PME passe de 40 employés à une centaine[1].
- fin 2004 : Guillaume Sarkozy - à la tête de Tissage de Picardie depuis plus de 20 ans après le décès de son beau-père -décide de supprimer 15 emplois et procède à une augmentation de capital de 300 000 € pour tenter de sauver l'entreprise[2]. À cette époque, le secteur du textile est fragilisé : entre 2000 et 2005, l'industrie textile a perdu 50 % de ses effectifs[3].
- 2005 : Tissage de Picardie a divisé ses effectifs par deux depuis le début de l'année 2004. L'entreprise a été affectée par le dépôt de bilan de son plus gros client en 2003 qui s'est accompagné d'une baisse significative et imprévue de commandes[4].
- Septembre 2005 : Tissages de Picardie dirigée pendant 27 ans par Guillaume Sarkozy a déposé le bilan à la suite de la perte de ses deux plus gros clients[5].
- Mars 2006 : Spécialisé dans le tissu d'ameublement, Tissage de Picardie, est vendue par Guillaume Sarkozy à l'industriel René de Gaillande au terme d'un redressement judiciaire de plusieurs mois[6].
- 2005 - 2006 : Groupe Résalliance Conseil - Président
- depuis 2006 : délégué général du groupe Médéric.
- Juillet 2008 : Guillaume Sarkozy, devient délégué général du groupe paritaire et mutualiste à but non lucratif Malakoff Médéric récemment fusionné, fusion dont il est l'initiateur et l'artisan. Malakoff Médéric est spécialisé dans les assurances complémentaires (retraite complémentaire par répartition Agirc Arrco, santé, prévoyance, épargne retraite et salariale)[7]. Il est nommé délégué général à l'unanimité, à moitié par les organisations patronales et à moitié par les cinq grandes organisations syndicales[8]. Depuis son arrivée à la tête du groupe, celui-ci a gagné de nombreux appels d'offres comme ceux de la branche HCR[9], de la Sécurité sociale, et du Pôle emploi[10] (Malakoff Médéric était déjà assureur des Assedic/Unedic).
- En octobre 2010, le député communiste André Guérin faisait part de son opposition au projet de partenariat entre Malakoff-Médéric  et la Caisse nationale de prévoyance (CNP Assurances), premier assureur de personnes en France mais également filiale de la Caisse des dépôts et consignations (CDC), « Groupe public au service de l’intérêt général et du développement économique »[11]. Le projet a été rejeté par l’Autorité de contrôle prudentiel[12]. Fin 2010, la CNP et Malakoff Médéric différeront finalement leur projet de monter une société commune en épargne retraite et salariale en raison de difficultés techniques et réglementaires[13].
- 2011 : Malakoff Médéric et Europ Assistance s'associent en créant une filiale commune : BEA. Pour Guillaume Sarkozy, cela permet de « soutenir le développement de solutions nouvelles en matière de santé et de services à la personne, vecteur de solidarité et de création d'emplois »[14].
- 2012 : Engagé de longue date pour le handicap, et partenaire de la Fédération française handisport depuis 2009[15] à l’initiative de Guillaume Sarkozy, Malakoff Médéric se mobilise en faveur du handisport à l’occasion des jeux paralympiques de Londres. Par ailleurs, le taux d’emploi des salariés handicapés du groupe atteint 6,2 %[16].

En novembre 2015, le bureau de l’association sommitale Malakoff Médéric – l’équivalent d’un conseil d’administration – négocierait avec Guillaume Sarkozy les conditions de son départ en raison de ses désaccords avec Patrick Sagon, président de la Mutuelle générale, avec laquelle Malakoff Médéric a engagé un processus de fusion. Un porte-parole de Malakoff Médéric a toutefois précisé qu'« aucune procédure de licenciement n'est en cours » et que le groupe est « totalement mobilisé » pour que le rapprochement avec la Mutuelle Générale aboutisse,.

#### Responsabilités au sein d'organisations professionnelles
(juin 2014).
- 1993-2006 : Union des industries textiles (UIT). Il est 1er vice-président entre 1994 et 2000, chargé des Affaires sociales, puis président jusqu'en mai 2006. Guillaume Sarkozy, président de l'Union des industries textiles, a été accusé d'avoir déclaré : « Je suis fier d'être un patron industriel qui délocalise. Assez de faux semblant : la perte d'emploi, la déstabilisation industrielle, c'est normal, c'est l'évolution »[20]. Mais il dément cette information affirmant n'avoir jamais délocalisé un seul emploi lorsqu'il était à la tête des Tissages de Picardie[21]. Lucien Deveaux, 65 ans, succède à Guillaume Sarkozy à la présidence de l'Union des industries textiles (UIT). L'entreprise textile que dirigeait Guillaume Sarkozy, Tissages de Picardie, avait été placée en redressement judiciaire fin septembre 2005[22].
- 1994-2006 : CNPF puis Medef
  - au CNPF, il est président de la commission protection sociale de 1994 à 1998
  - au Medef, il a successivement présidé la Commission sociale et l'Union des Textiles avant d'en devenir le vice-président. Il est membre du Conseil exécutif et du Comité financier de 2000 à 2006. Il est également président du groupe Proposition et Action sociale. Nommé vice-président en 2004, il est chargé des réformes de la protection sociale et chef de file du MEDEF dans le cadre des négociations entre le gouvernement et les partenaires sociaux lors de la mise en place des réformes des retraites et du système de santé.
- Échec à la présidence du Medef : Guillaume Sarkozy (UIT), en duo avec Francis Mer, renonce au Medef : le duo n'a pas su convaincre[23].
- 2004-2006 : Groupe des Fédérations industrielles

#### Mandat dans des sociétés
- Scor SE : administrateur

#### Autres organismes
- Membre du Haut Conseil pour l'avenir de l'assurance maladie depuis 2004
- Administrateur de la CNAV de 1994 à 1998
- Vice-président de la CNAM de 2004 à 2005
- Membre du Conseil économique et social de 2004 à 2006
- Ex-membre du Conseil d'orientation des retraites (COR)

### Distinctions
- Chevalier de la Légion d'honneur (31 décembre 2001).